# Indianaterritoriet
Indianaterritoriet (engelska: Indiana Territory) var ett amerikansktfederalt  territorium som existerade från 4 juli 1800 och fram till 11 december 1816, då södra delen blev den amerikanska delstaten Indiana.

## Tillkomst
Territoriet bildades av USA:s kongress, och lagen skrevs på av president John Adams den 7 maj 1800, och trädde i kraft den 4 juli samma år. Territoriet var det första att bildas ur Nordvästterritoriet.

## Styrelseskick
Territoriet styrdes först av William Henry Harrison, som hade översyn över förhandlingarna med indianerna. 1810 inrättades en folkvald regering, och man började bygga upp vägnätet och skolorna. När Tecumsehs krig bröt ut var territoriet en krigsskådeplats i och med Slaget vid Tippecanoe, liksom vid 1812 års krig. Thomas Posey tillträdde på den vakanta guvernörs-platsen, men oppositionspartiet, under ledning av kongressledamoten Jonathan Jennings, dominerade de kommande årens territoriella frågor, och började trycka på för att göra området till delstat. 

## Delning
I juni 1816 antogs Indianas konstitution och den 11 december samma år blev Indiana en stat i unionen. De norra delarna av det ursprungliga Indianaterritoriet hade redan 1805 bildat Michiganterritoriet och de västra delarna Illinoisterritoriet 1809.

## Guvernörer
| Nr | Namn                   | Tillträdde       | Avgick           | Utsedd av                                   |
| -- | ---------------------- | ---------------- | ---------------- | ------------------------------------------- |
| 1  | William Henry Harrison | 13 maj 1800      | 28 december 1812 | John Adams, Thomas Jefferson, James Madison |
|    | John Gibson            | 28 december 1812 | 3 mars 1813      | Interimsguvernör                            |
| 2  | Thomas Posey           | 3 mars 1813      | 7 november 1816  | James Madison                               |

### Fotnoter
1. ↑  ”Indiana” (på engelska). World Statesmen. http://www.worldstatesmen.org/US_states_F-K.html#Indiana. Läst 20 juli 2015.